# Васильев, Евгений Евграфович
Евгений Евграфович Васильев (1926—2003) — советский и российский художник в области декоративно-прикладного искусства. Член Союза художников СССР (1963). Заслуженный художник РСФСР (1977).

## Биография
Родился 12 мая 1926 года в селе Воздвиженка Каслинского района Свердловского округа Уральской области (ныне — в составе Челябинской области).
С 1943 года в период Великой Отечественной войны, в возрасте семнадцати лет, Е. Е. Васильев начал свою трудовую деятельность в качестве художника-оформителя и одновременно без отрыва от основной работы проходил обучение художественному мастерству при художественной мастерской Верхне-Уфалейского металлургического завода Челябинской области.
С 1946 по 1948 годы работал художником-оформителем в Челябинском управлении трудовых резервов Главного управления трудовых резервов Совета Министров СССР, занимался оформлением ряда Челябинских ремесленных училищ. С 1948 по 1950 годы работал художником-оформителем на свердловских заводах — Машиностроительный завод имени М. И. Калинина, Уралмашзавод и Уралтрансмаш.
С 1950 по 1959 года — художник, с 1959 по 1999 годы, в течение сорока лет, Е. Е. Васильев являлся главным художником свердловского завода «Русские самоцветы». Е. Е. Васильевым было создано около пяти тысяч эскизов различных изделий декоративно-прикладного искусства.
С 1953 года Е. Е. Васильев был постоянным участником зональных, республиканских, всесоюзных и зарубежных художественных выставок. В 1958 году на Всемирной выставке в Брюсселе за свои художественные работы был награждён памятным знаком выставки. В 1967 и в 1970 годах был участником III и IV Республиканских выставках «Советская Россия» награждался памятными медалями выставки. В 1967 году был участником Всесоюзной выставки достижений народного хозяйства (ВДНХ СССР), за свои работы был удостоен Золотой медали ВДНХ.
Художественные произведения Е. Е. Васильева находятся в более чем двадцати музеях и картинных галереях Российской Федерации, среди которых и Государственная Третьяковская галерея.
С 1961 по 1966 годы проходил обучение на заочном отделении искусствоведческого факультета Уральского государственного университета. С 1963 года Е. Е. Васильев являлся членом Союза художников СССР.
10 марта 1977 году Указом Президиума Верховного Совета РСФСР «за заслуги в области изобразительного искусства» Е. Е. Васильеву было присвоено почётное звание — Заслуженный художник РСФСР.
Скончался 21 октября 2003 года в Екатеринбурге, похоронен на Нижне-Исетском кладбище.

## Награды
- Золотая медаль ВДНХ (1967[1])

### Звания
- Заслуженный художник РСФСР (1973[3])